# Bosch-Teststrecke Boxberg
Die Bosch-Teststrecke Boxberg (Prüfzentrum Boxberg) ist ein Test- und Entwicklungszentrum für Fahrzeugtechnologie der Robert Bosch GmbH im Ortsteil Windischbuch der Stadt Boxberg im Main-Tauber-Kreis in Baden-Württemberg. Sie dient als Einrichtung für die Erprobung und Weiterentwicklung von Fahrzeugen, Fahrzeugsystemen und Fahrerassistenzfunktionen. Das Prüfzentrum Boxberg wurde am 15. Juni 1998 eröffnet.

## Geschichte
Die Robert Bosch GmbH plante Anfang der 1990er Jahre den Bau einer Teststrecke. Die Standortwahl fiel auf ein rund 100 Hektar großes Areal nahe Boxberg, das zu diesem Zeitpunkt im Besitz des Landes Baden-Württemberg war. Das Vorgehen der Robert Bosch GmbH unterschied sich dabei von einem früheren Projekt in derselben Region. In den 1980er Jahren hatte Daimler-Benz den Bau einer Teststrecke in Boxberg geplant. Das Vorhaben, das eine Fläche von über 600 Hektar umfasste, stieß auf Widerstand durch die Bürgerinitiative Bundschuh (benannt nach der historischen Bundschuh-Bewegung), insbesondere wegen befürchteter Eingriffe in die Natur und erhöhter Lärmbelastung. 1987 lehnte das Bundesverfassungsgericht eine Zwangsenteignung zugunsten des Projekts ab, woraufhin Daimler-Benz seine Pläne in Boxberg einstellte. Das Unternehmen errichtete später mit dem Automotive Testing Papenburg ein alternatives Testzentrum in Niedersachsen.
Bosch konnte das Vorhaben in anderer Form umsetzen. Im Dezember 1994 genehmigte der Gemeinderat Boxberg das Projekt. Die Bauarbeiten begannen im Frühjahr 1996. Mit Investitionen in Höhe von rund 100 Millionen DM wurde das Gelände mit verschiedenen Testmodulen ausgestattet. Die Eröffnung fand am 15. Juni 1998 statt. Im Laufe der folgenden Jahre wurden weitere Investitionen in Gebäudeerweiterungen und Streckenumbauten getätigt, darunter im Jahr 2015 der komplette Umbau des Handlingkurses. Im Jahr 2016 wurde der Dienstleistungsbereich Engineering Service eingerichtet, um Fahrzeugtests im Kundenauftrag durchzuführen.

## Lage und Erreichbarkeit
Die Teststrecke liegt im Main-Tauber-Kreis in Baden-Württemberg. Innerhalb eines Radius von etwa 120 Kilometern befinden sich über 80 Entwicklungseinrichtungen aus dem Automobilbereich. Die Nähe zur Bundesautobahn 81 ermöglicht eine direkte Verbindung zu den Regionen Heilbronn und Würzburg.

## Nutzung der Teststrecke
Das Prüfzentrum Boxberg wird für die Entwicklung und Erprobung von Fahrzeugen, Systemen und Funktionen genutzt. Neben der Nutzung für interne Entwicklungsprojekte durch Bosch wird das Gelände auch von Externen, zum Beispiel Automobilherstellern, Zulieferern, Prüforganisationen, sowie Forschungsinstituten genutzt.

## Förderung universitärer Projekte
Das Bosch Prüfzentrum Boxberg kooperiert mit Hochschulen. Universitäre Teams erhalten dabei Zugang zur Testinfrastruktur und können unter realen Bedingungen Versuche und Erprobungen durchführen. Ein Beispiel für eine solche Zusammenarbeit ist das Team Sonnenwagen Aachen, das im Rahmen der Entwicklung von Solarfahrzeugen für internationale Wettbewerbe Testläufe auf dem Gelände in Boxberg absolvierte.

## Gelände und Infrastruktur
Das Prüfzentrum Boxberg erstreckt sich über eine Fläche von 100 Hektar und umfasst verschiedene Teststrecken mit einer Gesamtfläche von 25 Hektar.
Folgende Streckenmodule sind vorhanden:

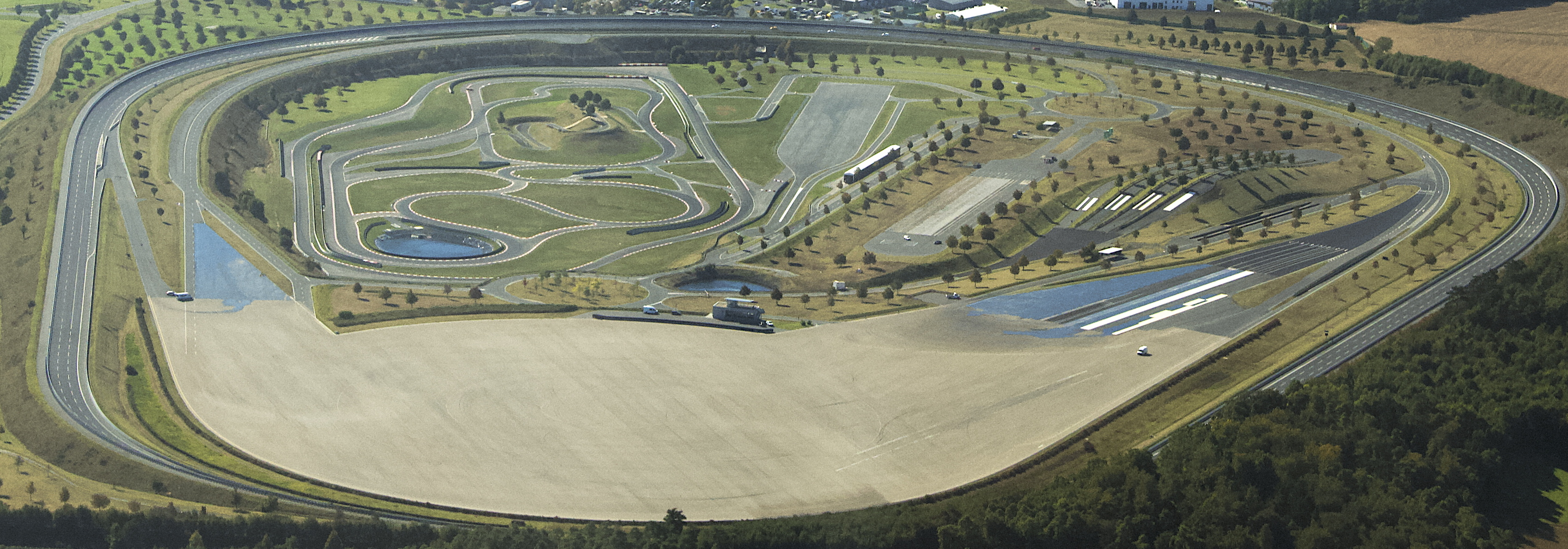
Streckenmodule (2016)

Das Hochgeschwindigkeitsoval ist für Versuche bis 250 km/h ausgelegt. Es hat drei Fahrspuren. Die Nordkurve hat eine Neigung bis zu 65 % und die Südkurve bis zu 56 %.
Die Fahrdynamikfläche ist eine ebene, fugenlos asphaltierte Kreisfläche mit einem Gesamtdurchmesser von 300 Metern. Auf den bewässerbaren Bremsmessstrecken können Bremsversuche auf unterschiedlichen Fahrbahnbelägen durchgeführt werden.
Das Flachbecken der Wasserdurchfahrt hat eine Länge von 100 Metern und eine maximale Tiefe von 0,3 Metern. Das Tiefbecken ist 30 Meter lang und kann bis zu einer Tiefe von 1 Meter eingestellt werden.
Der Handlingkurs enthält Radien von 15 bis 115 Metern. Teils sind geneigte Kurven vorhanden. Daneben gibt es einen Serpentinenhügel zur Simulation einer Passstrecke. Der Nasshandlingkurs ist durchgängig bewässerbar, enthält eine Driftkurve mit erhöhter Querneigung.
Die Multifunktionsfläche hat eine Größe von 250 m × 40 m und besitzt eine Beschleunigungsspur mit 160 m Länge.
Die Schlechtwegstrecken bieten neun unterschiedliche Fahrbahnbeläge mit unterschiedlichen Unebenheiten wie z.b. Schlaglöcher oder Belgisches Pflaster.
Die Steigungshügel haben diverse Steigungen von 5 bis 30 % und bewässerbare Fliesenflächen. Die 20-%-Steigung erlaubt Fahrversuche mit voller Spurbreite, während die 30-%-Steigung als simulierte Garageneinfahrt ausgelegt ist.
Die Geräuschmessstrecke nach DIN ISO 18044:2014 befindet sich bei den Schlechtwegstrecken.
Der Offroad-Parcours enthält Steigungs- und Gefällstrecken bis zu 50 %, Verschränkungsbahnen, einer 30°-Rampe, Schrägfahrbahnen bis 43° Seitenneigung sowie einer zweispurigen Wellenbahn.
Die Seitenwind-Simulationsanlage befindet sich im Bereich Basalt-Ost auf der Fahrdynamikfläche und verfügt über eine Anlaufstrecke von bis zu 600 Metern, ausgehend vom inneren Rundkurs. Sie umfasst eine 30 Meter lange Messstrecke, erreicht Windgeschwindigkeiten von bis zu 100 km/h und ist mit 15 Ventilatoren mit einem Durchmesser von 1,25 Metern ausgestattet.

## Veranstaltungen
Auf dem Gelände des Prüfzentrums finden auch Veranstaltungen statt. Eine davon ist die seit 2000 jährlich organisierte Bosch Boxberg Klassik, bei der historische Fahrzeuge auf dem Hochgeschwindigkeitsoval präsentiert werden. Die Rallye, die sich zu einem festen Termin für Oldtimer-Liebhaber entwickelt hat, beginnt an jährlich wechselnden Orten wie beispielsweise der Motorworld in Metzingen und führt in zwei Etappen zum Bosch-Prüfzentrum Boxberg. Dort endet die Veranstaltung mit einem Korso auf dem Hochgeschwindigkeitsoval. Die Veranstaltung findet mit jeweils circa 130 Oldtimern statt und zieht auch viele Besucher aus verschiedenen Regionen an. Während der Veranstaltung ist das Gelände öffentlich zugänglich, wodurch Besucher die Möglichkeit erhalten, die Fahrzeuge sowie die Infrastruktur des Prüfzentrum näher zu betrachten. Organisiert wird die Veranstaltung von Bosch Boxberg Klassik in Zusammenarbeit mit lokalen Vereinen.
Ein weiterer Bestandteil des Prüfzentrums ist das Bosch Boxberg Forum, ein multifunktionales Veranstaltungsgebäude. Es dient als Tagungs- und Präsentationszentrum und wird sowohl für interne als auch für externe Veranstaltungen genutzt. Dazu gehören unter anderem Produktvorstellungen, Schulungen und Fachkonferenzen.